# Anatolij Rosjtjin
Anatolij Aleksandrovitj Rosjtjin (ryska: Анатолий Александрович Рощин), född 10 mars 1932 i Gaverdovo i Rjazan oblast, död 5 januari 2016 i Sankt Petersburg, var en rysk brottare som tävlade för Sovjetunionen och som tog OS-silver i supertungviktsbrottning i den grekisk-romerska klassen 1964 i Tokyo, OS-silver på nytt i samma viktklass 1968 i Mexico City och slutligen OS-guld i supertungviktsbrottning i den grekisk-romerska klassen 1972 i München.